# Henning Krauß
Henning Krauß oder Henning Krauss (* 21. Oktober 1943 in Neunkirchen (Saar)) ist ein deutscher Romanist.

## Leben
Henning Krauß studierte von 1963 bis 1967 Romanistik und Germanistik in Heidelberg und Grenoble. Ab 1967/1968 vertrat er eine akademische Ratsstelle, wurde 1969 als Assistent von Erich Köhler mit einer Dissertation über Jean-Paul Sartre in Heidelberg promoviert und habilitierte sich 1974 mit einer Arbeit zur frankoitalienischen Heldenepik in Freiburg im Breisgau. Die Universität Augsburg berief ihn 1975 auf den neu gegründeten Lehrstuhl für Romanische Literaturwissenschaft unter besonderer Berücksichtigung des Französischen. 1981 lehnte er einen Ruf nach Frankfurt/Main ab.
Seine 1992 ins Rumänische übersetzten Aufsätze zu Résistance und Collaboration im Frankreich der 1940er Jahre trafen wegen der relativen Vergleichbarkeit der Situationen und des begrenzten Publikationsmarkts auf großes Interesse und führten zu Einladungen in das rumänische Parlament und in den Schriftstellerverband sowie zu den Ehrendoktorwürden der Universitäten Iași und Galați. 2009 wurde Henning Krauß emeritiert.

## Arbeitsschwerpunkte
Krauß’ wissenschaftliche Arbeiten gehen in ihren wesentlichen Teilen von einer von der Rezeptionsästhetik informierten Literatursoziologie aus, die das Kunstwerk sowohl als Produkt und Zeugnis der gesellschaftlichen Entwicklung wie als auf diese einwirkende Kraft versteht und es als Moment einer Geschichte ästhetischer Erfahrung und ästhetischer Kommunikation zu begreifen sucht. In dieser Perspektive ist auch die ästhetische Dimension eine historische, in Produktion wie in Rezeption, und auch sie kann eines ideologiekritischen Standorts nicht entraten, auf welchem die Relativität des eigenen Bewusstseins mitreflektiert wird. Dementsprechend nahm ein achtsemestriger Vorlesungszyklus zur französischen und italienischen Literatur eine zentrale Stellung in seiner Lehrtätigkeit ein. Krauß verfasste zahlreiche Aufsätze zu Methodenfragen und zur französischen und italienischen Literatur vom Mittelalter bis zur Gegenwart. Seine eigenen Arbeiten werden flankiert von Herausgebertätigkeiten.

## Herausgebertätigkeiten
In der Zeit heftiger Methodendiskussionen gründete er 1977 mit Erich Köhler und anderen die Romanistische Zeitschrift für Literaturgeschichte / Cahiers d‘Histoire des Littératures Romanes, die er bis heute herausgibt. Zur Vertiefung der akademischen Lehre gab er zusammen mit Dietmar Rieger seine Vorlesungen zur Geschichte der Französischen Literatur in elf Bänden heraus. Von 1996 bis 2006 edierte er die Reihe Stauffenburg Interpretation / Französische Literatur, in der lehrerfahrene Wissenschaftler einen Grundbestand von Werken der französischen Literatur vom Mittelalter bis zur Gegenwart vorstellen.

## Wirken an der Universität Augsburg
Henning Krauß war zehn Jahre lang Auslandsbeauftragter der Universität Augsburg und gründete und leitete den Internationalen Ferienkurs. Er rief 1977 das Programm Gastpoeten an der Uni Augsburg (u. a. mit Jurek Becker, Michel Butor, Alain Robbe-Grillet und Mircea Dinescu) ins Leben und verantwortete die Vorlesungsreihe Folgen der Französischen Revolution. 1990 übernahm Krauß die Aufgabe des Rumänienbeauftragten, leitete mit Ioan Constantinescu die Universitätspartnerschaft Augsburg/Iași ein und veranstaltete 1991 eine Rumänische Woche mit Parlamentariern, Wirtschaftsvertretern, Künstlern und Wissenschaftlern.

## Hochschulpolitisches Engagement
Von 1987 bis 1989 war Krauß Vorsitzender des Deutschen Romanistenverbands (DRV) und veranstaltete mit dem Anglisten- und Germanistenverband die Tagung ANGERO, deren Ziel es war, die Leistungsfähigkeit der Geisteswissenschaften in einer Zeit unter Beweis zu stellen, in der die Fortschritte und Risiken der Naturwissenschaften unter dem Eindruck der Tschernobyl-Katastrophe breit diskutiert wurden.
Seit 1995 ist Henning Krauß correspondant étranger der Société d‘Histoire Littéraire de la France.
Von 2002 bis 2008 präsidierte Krauß dem Frankoromanistenverband (FRV/AFRA). Im Mittelpunkt der Aktivitäten stand der Kampf gegen Seminar-Schließungen und Stellenstreichungen. Der Verband engagierte sich für die von der Politik nicht geleistete Förderung der Französischkenntnisse auf allen Ausbildungsebenen. Im Zuge von Krauß’ Vorsitz des FRV führte die Société d‘Histoire Littéraire de la France in Freiburg die erste Auslandssitzung in ihrer über hundertjährigen Geschichte durch.

## Auszeichnungen
- Officier dans l‘Ordre des Palmes Académiques, 1989
- Ehrenmitglied des Rumänischen Schriftstellerverbands, 1998
- Ehrendoktor der Universitatea Al. I. Cuza, Iaşi 1998
- Esprit civique und Engagement. Festschrift für Henning Krauß zum 60. Geburtstag, herausgegeben von Hanspeter Plocher, Till R. Kuhnle, Bernadette Malinowski unter Mitwirkung von Frank-Rutger Hausmann, Stauffenburg, Tübingen 2003
- Innovationspreis Friedberger Flügel, 2008
- Ehrenmitglied des Frankoromanistenverbands, 2010
- Ehrendoktor der Universitatea Dunarea de Jos, Galaţi 2015

## Veröffentlichungen (Auswahl)
- Die Praxis der littérature engagée im Werk Jean-Paul Sartres 1938–1948, Winter, Heidelberg 1970, OCLC 901914296.
- als Hrsg. mit Erich Köhler, Bernard Bray, Ulrich Mölk, Hansjörg Neuschäfer, Fritz Nies, Jacques Proust, Dietmar Rieger: Romanistische Zeitschrift für Literaturgeschichte/Cahiers d‘Histoire des Littératures Romanes, Winter, Heidelberg 1977ff.
- als Hrsg.: Altfranzösische Epik, Wissenschaftliche Buchgesellschaft, Darmstadt 1978.
- Epica feudale e pubblico borghese - Per la storia poetica di Carlomagno in Italia, Liviana, Padova 1980, ISBN 978-88-7675-189-9.
- als Hrsg.: Europäisches Hochmittelalter, Akademische Verlagsgesellschaft Athenaion, Wiesbaden 1981 (= Neues Handbuch der Literaturwissenschaft. Hrsg. von Klaus von See. Band 7), ISBN 978-3-7997-0768-8.
- als Hrsg. mit Reinhold Wolff: Psychoanalytische Literaturwissenschaft und Literatur-Soziologie, Lang, Frankfurt 1982, OCLC 9907874.
- als Hrsg.: Erich Köhler: Literatursoziologische Perspektiven, Winter, Heidelberg 1982, ISBN 978-3-8253-3118-4.
- als Hrsg. mit Reinhold Grimm: Klassische Texte des Romanischen Mittelalters, Fink, München 1982 ff.
- als Hrsg. mit Dietmar Rieger: Erich Köhler, Vorlesungen zur Geschichte der Französischen Literatur, 11 Bände, Kohlhammer, Stuttgart 1983 ff.
- als Hrsg. mit Josef Becker, Ilse Lichtenstein-Rother: Schriften der Philosophischen Fakultäten der Universität Augsburg, Vögel, München 1985–2008.
- als Hrsg. mit Rita Lejeune, Jeanne Wathelet-Willem: Les épopées romanes, Band III des Grundriss der Romanischen Literaturen des Mittelalters, Winter, Heidelberg 1987 ff.
- als Hrsg.: Literatur der Französischen Revolution - Eine Einführung, Metzler, Stuttgart 1988 ISBN 978-3-476-00635-6.
- als Hrsg.: Folgen der Französischen Revolution, Suhrkamp, Frankfurt am Main 1989, ISBN 3-518-11579-0.
- Literarura între resisţenză şi colaboraţionism, Junimea, Iaşi 1992 (übersetzt von Ioan Constantinescu).
- als Hrsg. mit Reinhard Blum, Ion Constantinescu, Gheorghe Popa: Divanul est-vest european, Junimea, Iaşi 1992 ff.
- als Hrsg. mit Ioan Constantinescu, Klaus Prem: Mircea Dinescu, Dichter und Bürgerrechtler. Neue Gedichte, Dokumente, Analysen, Wißner, Augsburg 1992, ISBN 978-3-928898-04-1.
- als Hrsg. mit Louis van Delft, Gert Kaiser, Edward Reichel: Offene Gefüge. Literatursystem und Lebenswirklichkeit, Festschrift für Fritz Nies zum 60. Geburtstag, Narr, Tübingen 1994, ISBN 978-3-8233-4128-4.
- als Hrsg.: Stauffenburg Interpretation: Französische Literatur (Vom Mittelalter bis zum 20. Jahrhundert), 12 Bände, Stauffenburg 1998 ff.
- als Hrsg. mit Till Kuhnle, Hanspeter Plocher: Französische Literatur, 17. Jahrhundert - Theater, Stauffenburg, Tübingen 2003, ISBN 978-3-86057-902-2.
- als Hrsg. mit Christophe Losfeld, Kathrin van der Meer, Anke Wortmann: Psyche und Epochennorm. Festschrift für Heinz Thoma zum 60. Geburtstag, Winter, Heidelberg, 2005, ISBN 978-3-8253-5051-2.
- als Hrsg. mit Wolfgang Asholt, Ursula Bähler, Bernhard Hurch, Kai Nonnenmacher: Engagement und Diversität. Frank-Rutger Hausmann zum 75. Geburtstag, AVM edition, München 2018, ISBN 978-3-95477-083-0.